# Festival sur le Niger de Ségou

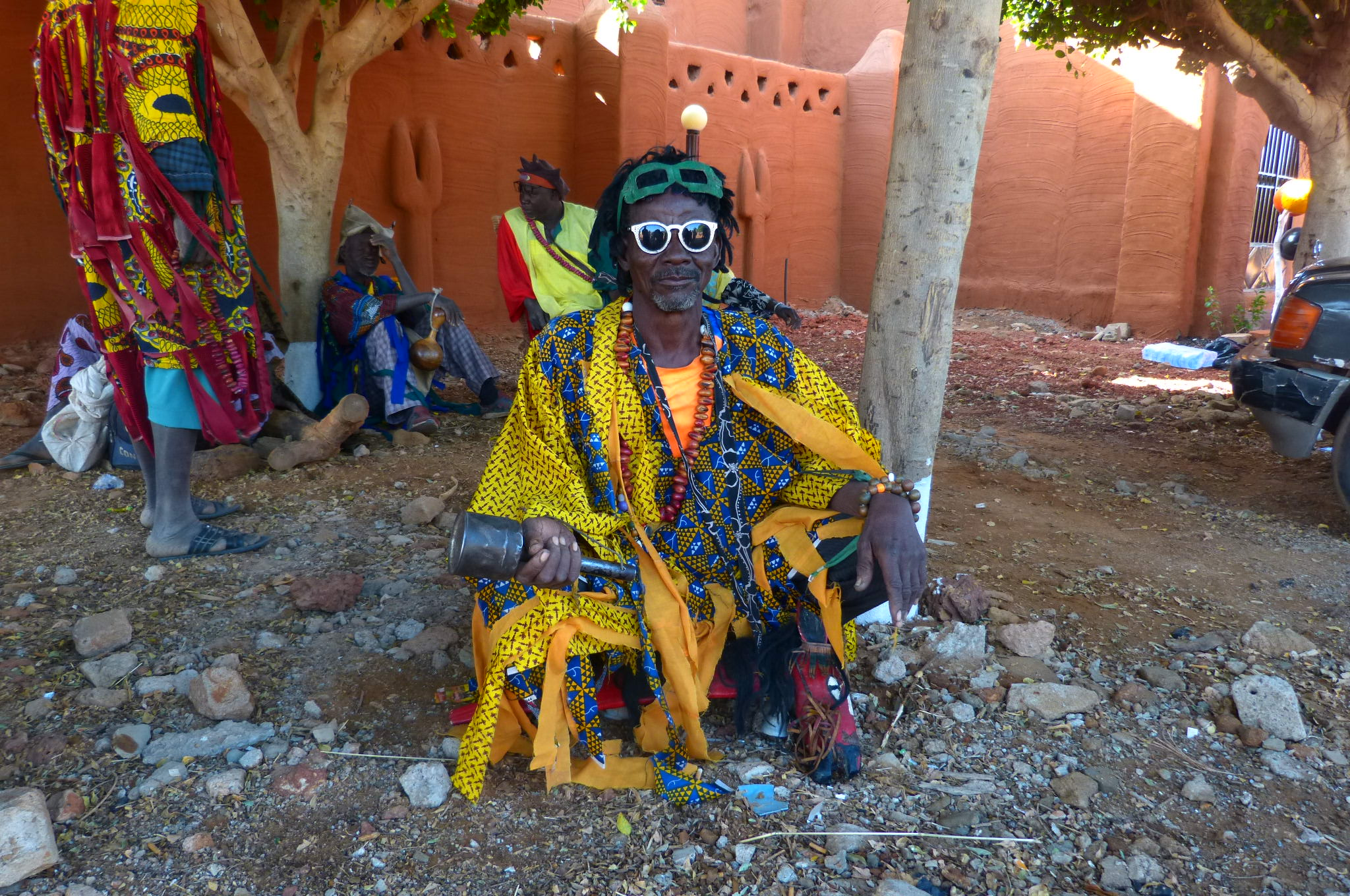
festival SegouArt2022.image folklorique

Le Festival sur le Niger est un festival de musique et d'art qui a lieu chaque année à Ségou, au Mali, au mois de février. Le festival est devenu aujourd'hui un évènement d'importance nationale, qui attire beaucoup de touristes et participe amplement au développement économique de la ville.
Pour cette édition du festival, il y a Ségou'Art qui est à sa deuxième édition. C'est la  rencontre des experts et artistes en Arts plastiques à Ségou

## Présentation

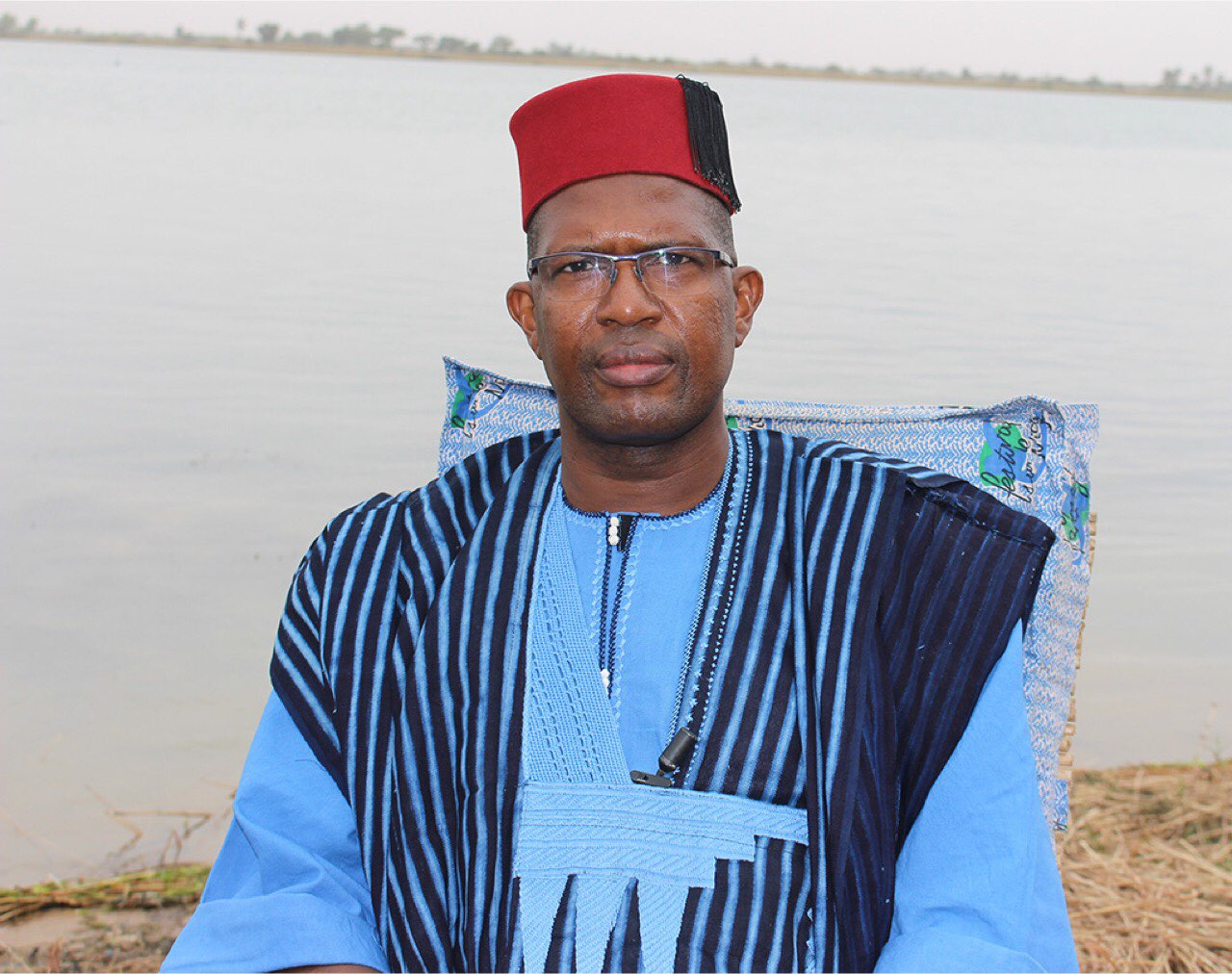
Mamou Daffé.

La première édition du Festival sur le Niger s'est tenue en 2005, sous l'impulsion des entreprises impliquées dans le tourisme ou dans la vie culturelle de la ville de Ségou. Avec comme chef de file Mamou Daffé, entrepreneur culturel. Outre le programme musical, le festival donne lieu à des performances théâtrales et de danses, à des conférences et des expositions d'objets d'art. 
Le festival contribue, de manière importante, à l'économie de la ville de Ségou, notamment par l'afflux de spectateurs maliens et de touristes étrangers.

## La programmation
Les artistes africains de renom tiennent régulièrement le haut de l'affiche. Parmi ces derniers, on peut citer le chanteur nigérian Femi Kuti (édition 2011), le Sénégalais Ismaël Lô (édition 2011), ou encore l'Ivoirien Tiken Jah Fakoly (prévu pour l'édition 2013). Les artistes maliens ne sont pas en reste : Habib Koité (édition 2012), Oumou Sangaré (édition 2007) ou encore Bassekou Kouyaté (édition 2011) ont également participé à la programmation du festival.
À côté de ces artistes internationalement connus, des jeunes chanteurs ou danseurs sont chaque année invités.
Chaque année, le festival s'articule autour d'un thème qui fait l'objet d'expositions, de rencontres, de conférences.
- Édition 2005 (du 2 au 5 février 2005) :
- Édition 2006 (du 2 au 5 février 2006) : Tourisme et environnement, culture et environnement[6]
- Édition 2007 (du 1er au 4 février 2007) : Tourisme et Emploi, Culture et Emploi[7]
- Édition 2008 (du 31 au 3 février 2008) : Ségou, ville d'architecture[8]
- Édition 2009 (du 29 janvier au 1er février 2009) : Solution environnementale[9]

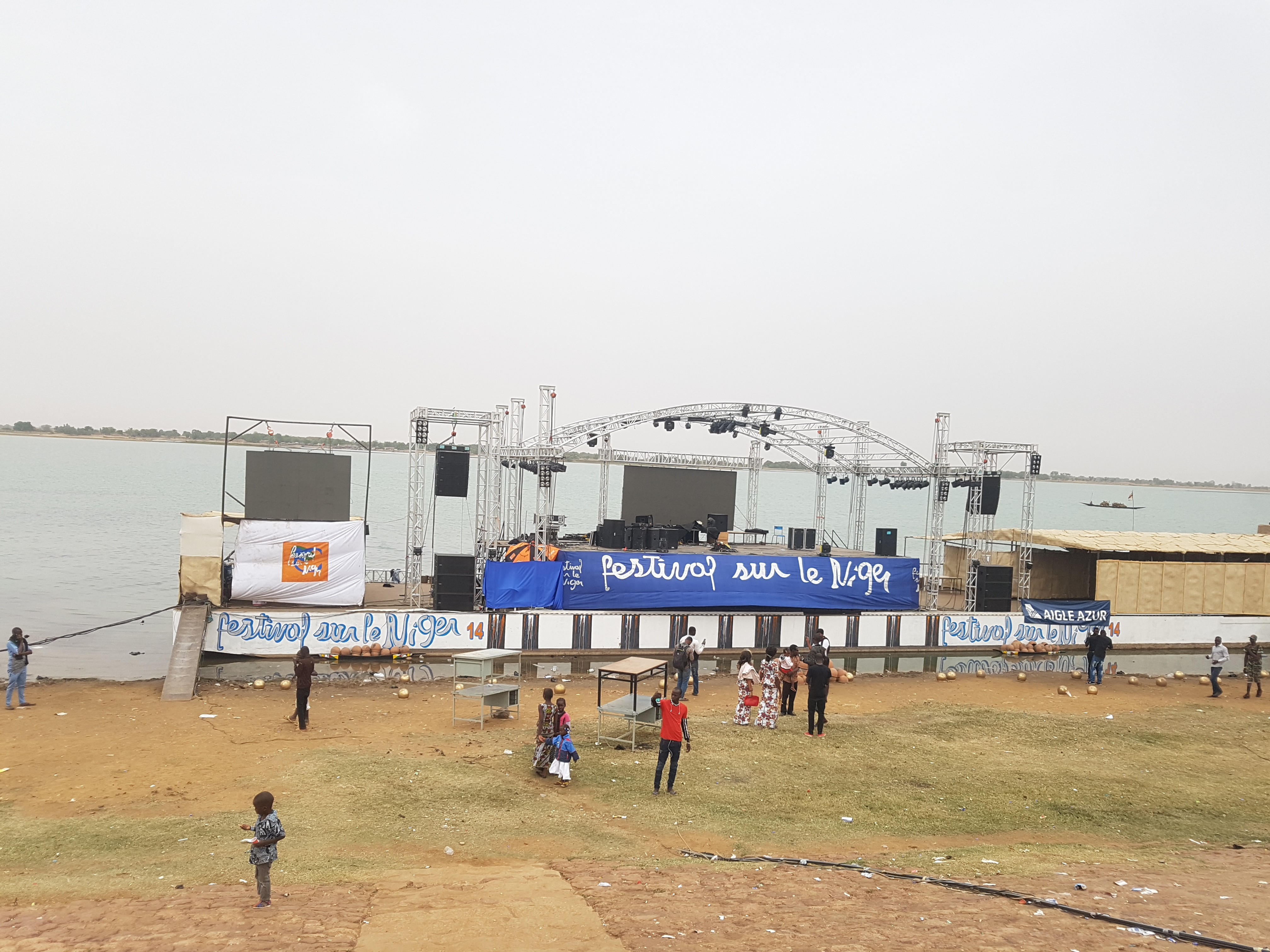
Festival sur le Niger 2018.

- Édition 2010 (du 2 au 7 février 2010 :  Culture et Développement[10]
- Édition 2011 (du 1er au 6 février 2011) : Jeunesse et traditions[11]
- Édition 2012 (du 15 au 19 février 2012) : Création artistique et développement[12]
- Édition 2013 (du 12 au 17 février 2013) : Culture et gouvernance. Ville invitée : Tombouctou. Festival invité : Le festival au désert[5]
- Édition 2014 (du 4 au 9 février 2014) : Diversité culturelle et unité nationale
- Édition 2015 (du 4 au 8 février 2015) : Culture & Emploi: Quelle industrie culturelle pour l'Afrique?
- Édition 2016 (du 3 au 4 février 2016) : Jeunesse et Citoyenneté EDITION SPECIALE
- Édition 2017 (1, 2, 3, 4, 5 février 2017) : Jeunesse et Citoyenneté
- Édition 2018 (1, 2; 3, 4 février 2018) : Ségou ville d'Architecture
- Édition 2019 (2,3,4,5,6,7,8,9 février 2019) : Ségou Yélen / Art Lumineux de Ségou / Light Art of Ségou
- Édition 2020 (4,5,6,7,8 février 2020) : Identité et migration
- Édition 2021 (4,5,6,7,7 février 2021) : CULTURE ET COVID-19. QUEL ESPACE POUR LE DIGITAL EN AFRIQUE
- Édition 2022 (1,2,3,4,5,6 février 2022) : Arts et Maaya : Quelle citoyenneté pour l'Afrique